# Escafismo

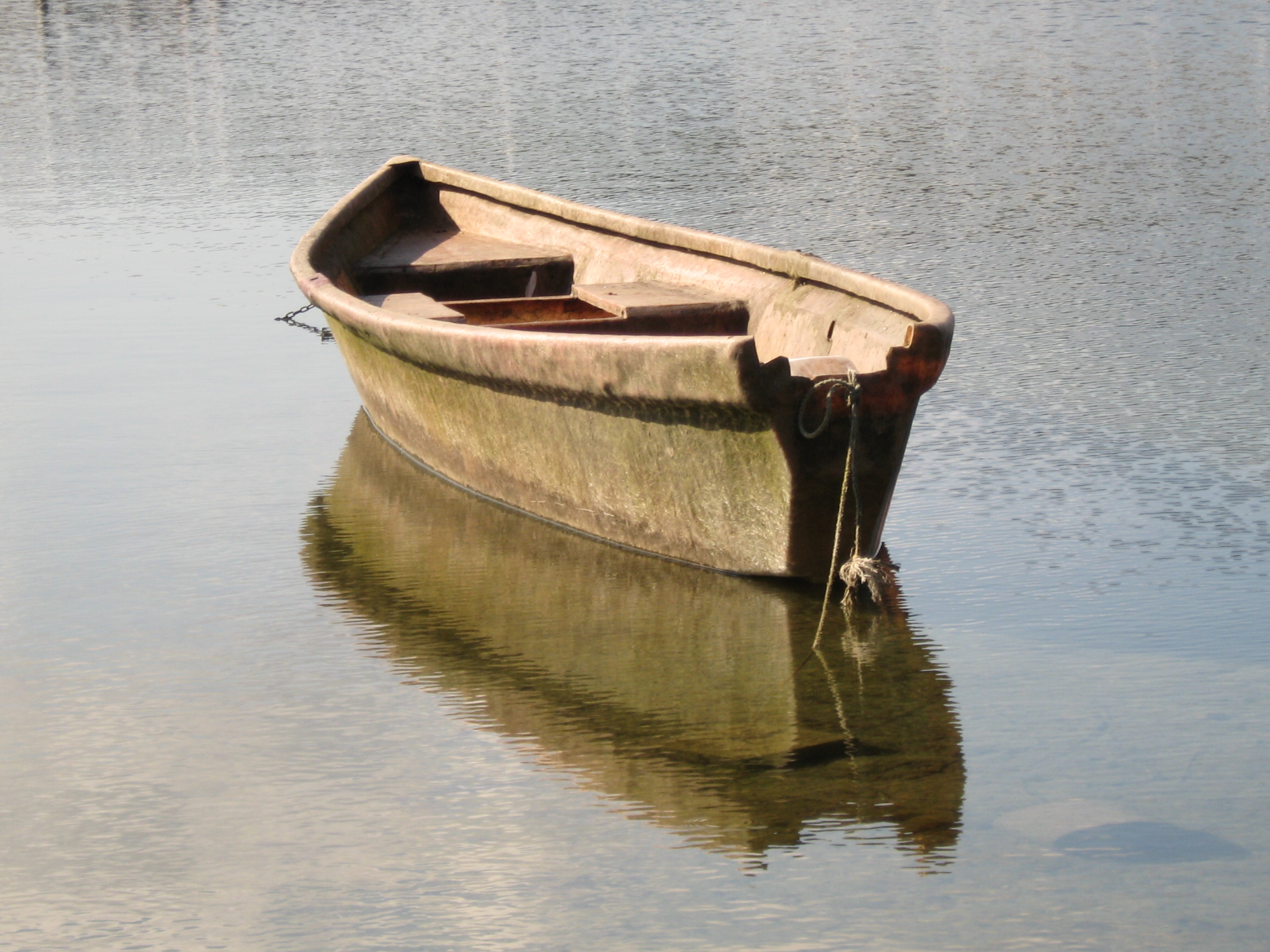
Se usaban dos botes para esta pena capital.

El escafismo o también conocido como «método de tortura de la artesa» o «de la barca», era un método de ejecución tortuosa practicada supuestamente durante el Imperio Persa hacia el año 401 a. C., tal como lo describen los griegos, enemigos suyos (Cf. «Guerras médicas»). El nombre proviene del griego σκάφη skáphe ‘barca, artesa, bañera’.
El procedimiento consistía en introducir a la víctima en un cajón de madera con cinco agujeros por los cuales sacaba la cabeza, las manos y los pies. El verdugo untaba estas partes del cuerpo con leche y miel para atraer hacia ellas moscas y otros insectos. Al condenado se lo había alimentado ya con estos productos, en ocasiones en mal estado, para provocarle diarreas y atraer a muchos insectos, que empezaban a alimentarse de las heces, para luego ir ingresando en el ano de éste y, por consiguiente, a dejar sus huevos dentro de él, por lo que esa persona se convertía en comida para insectos y moría al cabo de unos días.

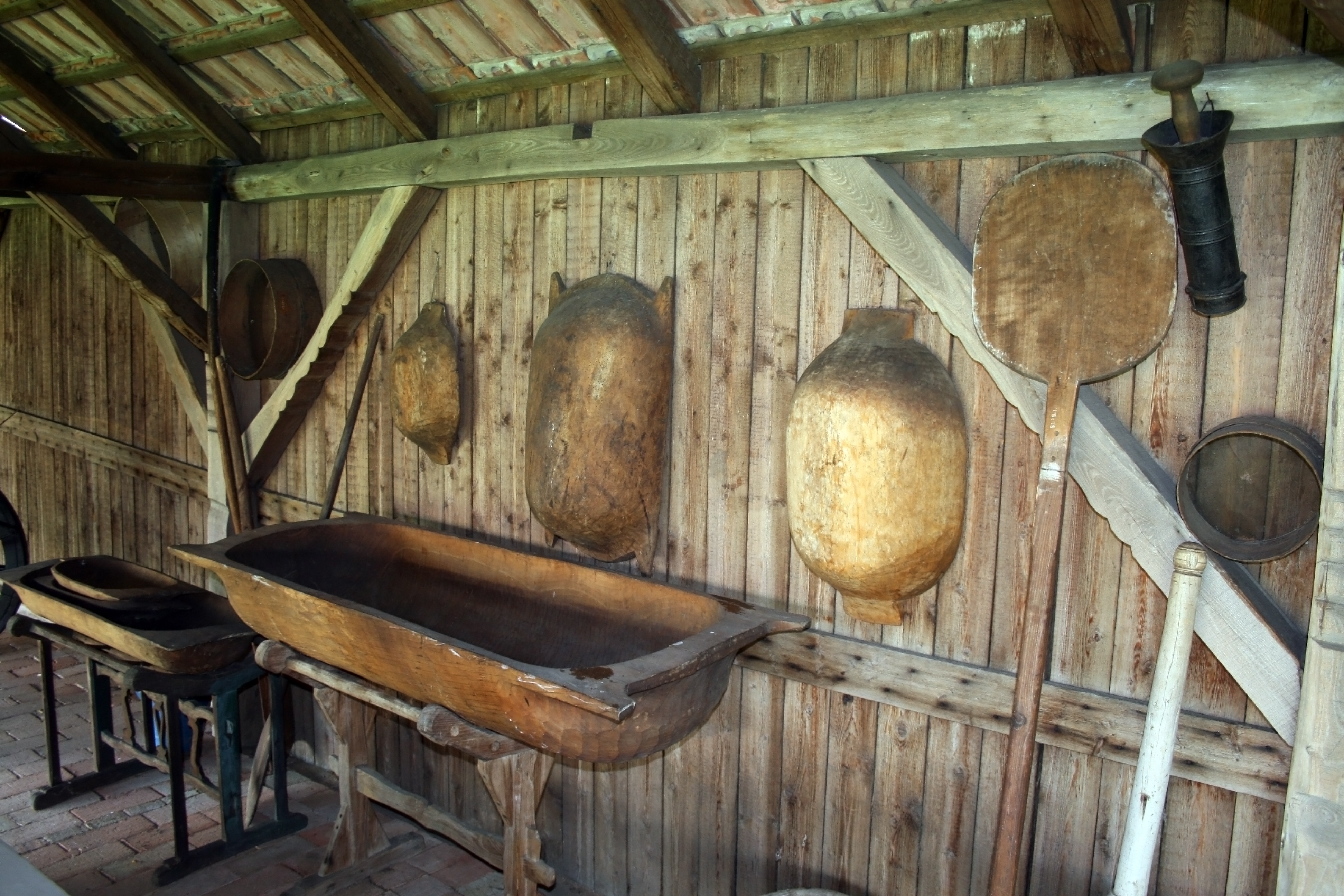
También se usaban artesas para esta tortura.

Plutarco comenta en su obra Vidas Paralelas:

Mandó el rey Artajerjes II, pues, que a Mitrídates se le quitara la vida, haciéndolo morir enartesado, lo que es en esta forma: tómanse dos artesas de madera que ajusten exactamente la una a la otra, y tendiendo en una de ellas supino al que ha de ser penado, traen la otra y la adaptan de modo que queden fuera la cabeza, las manos y los pies, dejando cubierto todo lo demás del cuerpo, y en esta disposición le dan de comer, si no quiere, le precisan punzándole en los ojos; después de comer le dan a beber miel y leche mezcladas, echándoselas en la boca y derramándolas por la cara: vuélvenlo después continuamente al sol, de modo que le dé en los ojos, y toda la cara se le cubre de una infinidad de moscas. 

Como dentro no puede menos de hacer las necesidades de los que comen y beben, de la suciedad y podredumbre de las secreciones se engendran bichos y gusanos que carcomen el cuerpo, tirando a meterse dentro. Porque cuando se ve que el hombre está ya muerto, se quita la artesa de arriba y se halla la carne carcomida, y en las entrañas enjambres de aquellos insectos pegados y cebados en ellas. Consumido de esta manera Mitrídates, apenas falleció el decimoséptimo día.
Plutarco. Vidas paralelas: Artajerjes, 16.

También se ejecutaba este suplicio introduciendo a la víctima dentro del vientre de un caballo u otro animal corpulento y dejando fuera las cinco partes del cuerpo mencionadas. De este modo, el reo quedaba entregado a los horrores de una doble putrefacción.
Esta práctica es considerada una invención de la literatura griega antigua y nunca ha sido demostrada en el Imperio persa (Dinastía aqueménida), la principal fuente es de Plutarco (Vida de Artaxerxes), donde él atribuye la historia a Ctesias, el cual es una fuente bastante dudosa.

## Prácticas similares
- Richard Sair se refiere a un caso en la moderna China en el que un hombre fue encadenado en el exterior, donde varios mosquitos le picaron.[6]

- En la obra de Shakespeare The Winter's Tale, el pícaro Autolycus le dice al pastor y a su hijo que debido a que Perdita se ha enamorado del príncipe, su padre adoptivo será apedreado, mientras que su hermano adoptivo será sometido al siguiente castigo:

Tiene un hijo que será desollado vivo; luego, untado de miel y expuesto ante un nido de avispas. Se le dejará allí hasta que sea tres cuartos y medio muerto; entonces se le hará volver en sí con aguardiente u otra cualquier infusión cálida, y después, sangrando como esté, en el día más caluroso que anuncie el almanaque, se le colocará contra una pared de ladrillos, donde el sol le mirará con su disco más meridional y donde le mirará el sol mientras las moscas le picarán hasta que siga la muerte.